# アメリカ合衆国国務副長官

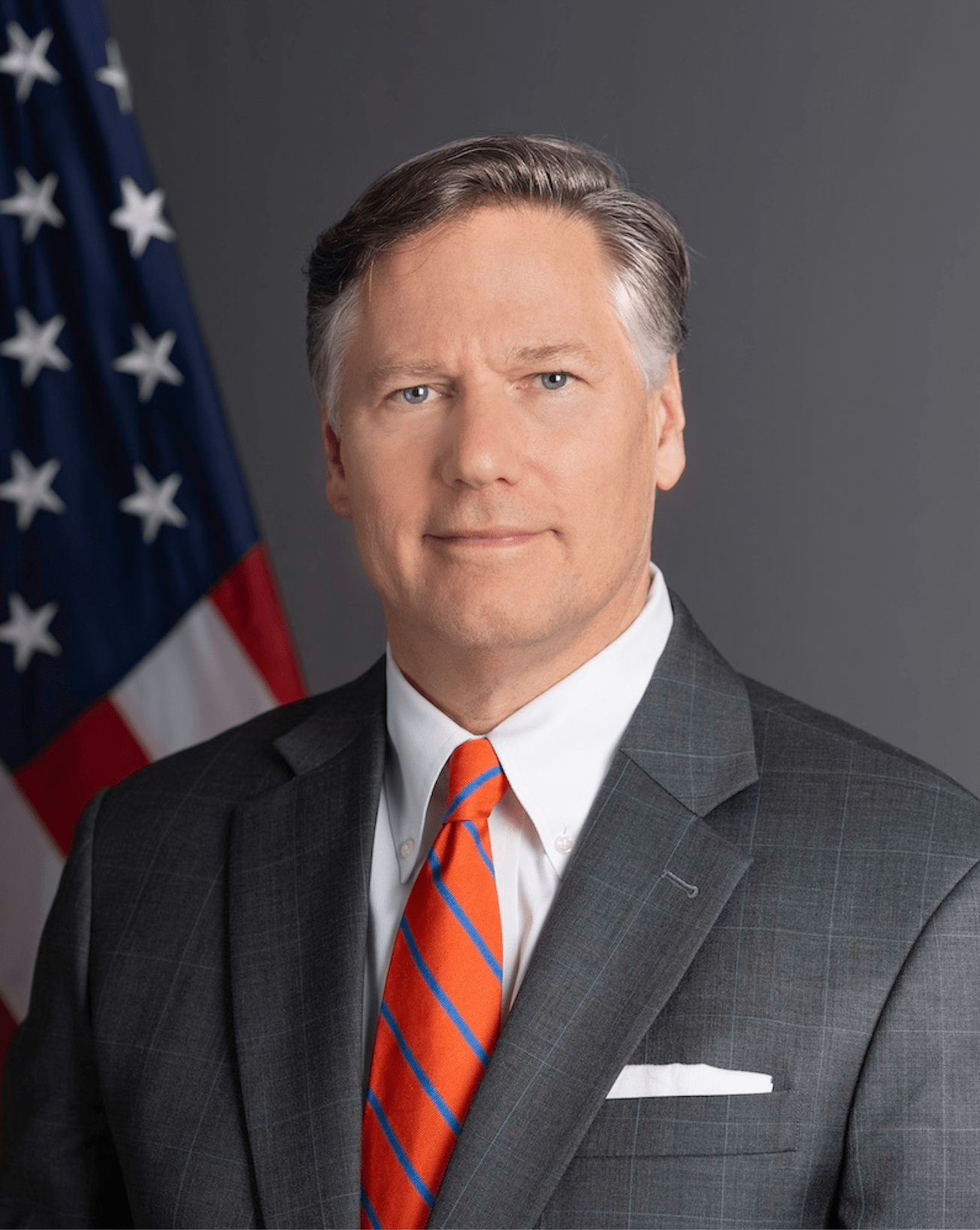
クリストファー・ランドー国務副長官

アメリカ合衆国国務副長官（あめりかがっしゅうこくこくむふくちょうかん、United States Deputy Secretary of State）は、アメリカ合衆国において、国務省の長たる国務長官を補佐する最高位の役職である。国務長官が辞任もしくは死去により不在となった場合には、大統領および上院によって後任が任命を受けるまでの間、国務長官の職務を代行する。

## 歴史
国務副長官の役職は、1972年7月13日に可決した外交授権法 (Pub.L. 92–352; 86 Stat. 490) により創設された。それまでは、国務省第2位の地位は国務次官であったが、外交授権法制定により国務副長官へと置き換えられた。
2009年からは、「米国の優先事項を効果的かつ安全に実施するために必要な資源を確保できるようにする」との目的で国務副長官（管理・資源担当）が運用され、国務副長官が2人体制となった。この結果、戦略的な計画立案・予算作成の一貫性と効率性が高まり、説明責任が強化された。

## 歴代国務副長官
| 代 | 氏名                                 | 氏名                                 | 任命           | 在任期間       | 在任期間       | 備考    |
| 代 | 氏名                                 | 氏名                                 | 任命           | 着任           | 退任           | 備考    |
| -- | ------------------------------------ | ------------------------------------ | -------------- | -------------- | -------------- | ------- |
| 1  | ジョン・ニコル・アーウィン           | ジョン・ニコル・アーウィン           | （備考参照）   | 1972年7月13日  | 1973年2月1日   | [ # 1 ] |
| 2  | ケネス・ラッシュ                     | ケネス・ラッシュ                     | 1973年2月2日   | 1973年2月2日   | 1974年5月29日  |         |
| 3  | ロバート・スティーヴン・インガーソル | ロバート・スティーヴン・インガーソル | 1974年6月30日  | 1974年7月10日  | 1976年3月31日  |         |
| 4  | チャールズ・ウェズリー・ロビンソン   | チャールズ・ウェズリー・ロビンソン   | 1976年4月7日   | 1976年4月9日   | 1977年1月20日  |         |
| 5  | ウォーレン・クリストファー           | ウォーレン・クリストファー           | 1977年2月25日  | 1977年2月26日  | 1981年1月16日  |         |
| 6  | ウィリアム・パトリック・クラーク     | ウィリアム・パトリック・クラーク     | 1981年3月25日  | 1981年3月25日  | 1982年2月9日   |         |
| 7  | ウォルター・ジョン・ストーセル       | ウォルター・ジョン・ストーセル       | 1982年2月10日  | 1982年2月11日  | 1982年9月22日  |         |
| 8  | ケネス・ダム                         | ケネス・ダム                         | 1982年9月23日  | 1982年9月23日  | 1985年6月15日  |         |
| 9  | ジョン・カニンガム・ホワイトヘッド   | ジョン・カニンガム・ホワイトヘッド   | 1985年7月8日   | 1985年7月9日   | 1989年1月20日  |         |
| 10 | ローレンス・イーグルバーガー         | ローレンス・イーグルバーガー         | 1989年3月17日  | 1989年3月20日  | 1992年8月23日  |         |
| 11 | クリフトン・レジナルド・ウォートン   | クリフトン・レジナルド・ウォートン   | 1993年1月27日  | 1993年1月27日  | 1993年11月8日  |         |
| 12 | ストローブ・タルボット               | ストローブ・タルボット               | 1994年2月22日  | 1994年2月23日  | 2001年1月19日  |         |
| 13 | リチャード・アーミテージ             | リチャード・アーミテージ             | 2001年3月23日  | 2001年3月26日  | 2005年2月23日  |         |
| 14 | ロバート・ゼーリック                 | ロバート・ゼーリック                 | 2005年2月22日  | 2005年2月23日  | 2006年7月7日   |         |
| 15 | ジョン・ネグロポンテ                 | ジョン・ネグロポンテ                 | 2007年2月13日  | 2007年2月17日  | 2009年1月19日  |         |
| 16 | ジェイムズ・スタインバーグ           | ジェイムズ・スタインバーグ           | 2009年1月20日  | 2009年1月28日  | 2011年7月27日  |         |
| 17 | ウィリアム・ジョセフ・バーンズ       | ウィリアム・ジョセフ・バーンズ       | 2011年7月20日  | 2011年7月28日  | 2014年11月3日  |         |
| 18 | トニー・ブリンケン                   | アントニー・ブリンケン               | 2014年12月16日 | 2015年1月9日   | 2017年1月20日  |         |
| -  | トーマス・A・シャノン・ジュニア      | トーマス・A・シャノン・ジュニア      |                | 2017年2月1日   | 2017年5月24日  |         |
| 19 | ジョン・サリバン                     | ジョン・J・サリバン                  |                | 2017年5月24日  | 2019年12月20日 |         |
| 20 | スティーブン・ビーガン               | スティーブン・ビーガン               |                | 2019年12月21日 | 2021年1月20日  |         |
| 21 | ウェンディ・ルース・シャーマン       | ウェンディ・ルース・シャーマン       |                | 2021年4月14日  | 2023年7月28日  |         |
| -  | ビクトリア・ヌーランド               | ビクトリア・ヌーランド               |                | 2023年7月29日  | 2024年2月12日  |         |
| 22 | カート・キャンベル                   | カート・キャンベル                   |                | 2024年2月12日  | 2025年1月20日  |         |
| 23 | クリストファー・ランドー             | クリストファー・ランドー             |                | 2025年3月25日  | 現職           |         |